# Джуми
Джуми (груз. ჯუმი) — село в Грузии, на территории Зугдидского муниципалитета края (мхаре) Самегрело-Верхняя Сванетия.

## География
Село находится в западной части Грузии, на правом берегу реки Джуми, на расстоянии приблизительно 2 километров (по прямой) к югу от города Зугдиди, административного центра муниципалитета. Абсолютная высота — 67 метров над уровнем моря.

## Население
По результатам официальной переписи населения 2014 года в Джуми проживало 1200 человек (588 мужчин и 612 женщин). В национальной структуре населения грузины составляли 99,9 %.
| Год  | Население, человек |
| ---- | ------------------ |
| 2002 | 864                |
| 2014 | ↗ 1200             |